# Laurie Byers

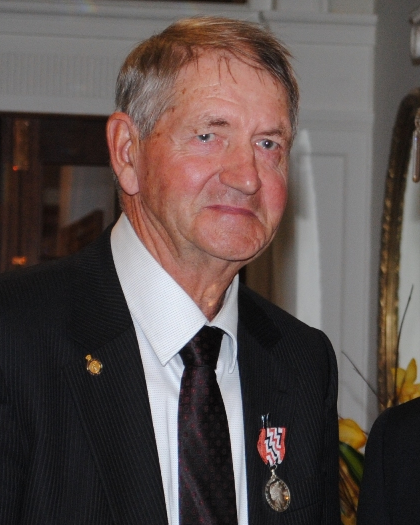
Laurie Byers (2012)

Laurie Byers (* 3. März 1941 in Whangārei; † 21. Juli 2024 in Kaikohe) war ein neuseeländischer Radrennfahrer und nationaler Meister im Radsport. Er wirkte außerdem als Lokalpolitiker.

## Sportliche Laufbahn
Byers (mit vollständigem Namen Laurence John Byers, wobei er in Rennresultaten stets Laurie genannt wurde) siegte 1962 in der nationalen Meisterschaft im Straßenrennen der Amateure. Er war Teilnehmer der Olympischen Sommerspiele 1964 in Tokio. Beim Sieg von Mario Zanin im olympischen Straßenrennen belegte er den 10. Platz. Im Mannschaftszeitfahren kam er mit seinen Teamkameraden Arthur Candy, Max Grace und Richard Johnstone auf den 18. Rang. Byers gewann die Bronzemedaille beim Straßenrennen der Männer bei den Commonwealth-Spielen 1962 und 1966. 1964 startete er in der Tour de l’Avenir, er schied in dem Etappenrennen aus.
Über einen Zeitraum von 18 Jahren war er im Far North District in verschiedenen Funktionen als Lokalpolitiker tätig, u. a. als stellvertretender Bürgermeister von Kaikohe.
Byers starb am 21. Juli 2024 im Alter von 83 Jahren.